# Uncial 095
Uncial 095 (numeração de Gregory-Aland), α 1002 (von Soden), é um manuscrito uncial grego do Novo Testamento, datado pela paleografia para o século VIII.

## Descoberta
Codex contém o texto do Atos dos Apóstolos (2,45-3,8) em 1 folha de pergaminho (28 x 19). O texto está escrito com uma coluna por página, contendo 21 linhas cada. Ele é um palimpsesto.
O texto grego desse códice é um representante do Texto-tipo Alexandrino. Kurt Aland colocou-o na Categoria III.
Actualmente acha-se no Biblioteca Nacional Russa (Gr. 17) em São Petersburgo.